# Храм преподобномучениц Елизаветы и инокини Варвары на Соколе

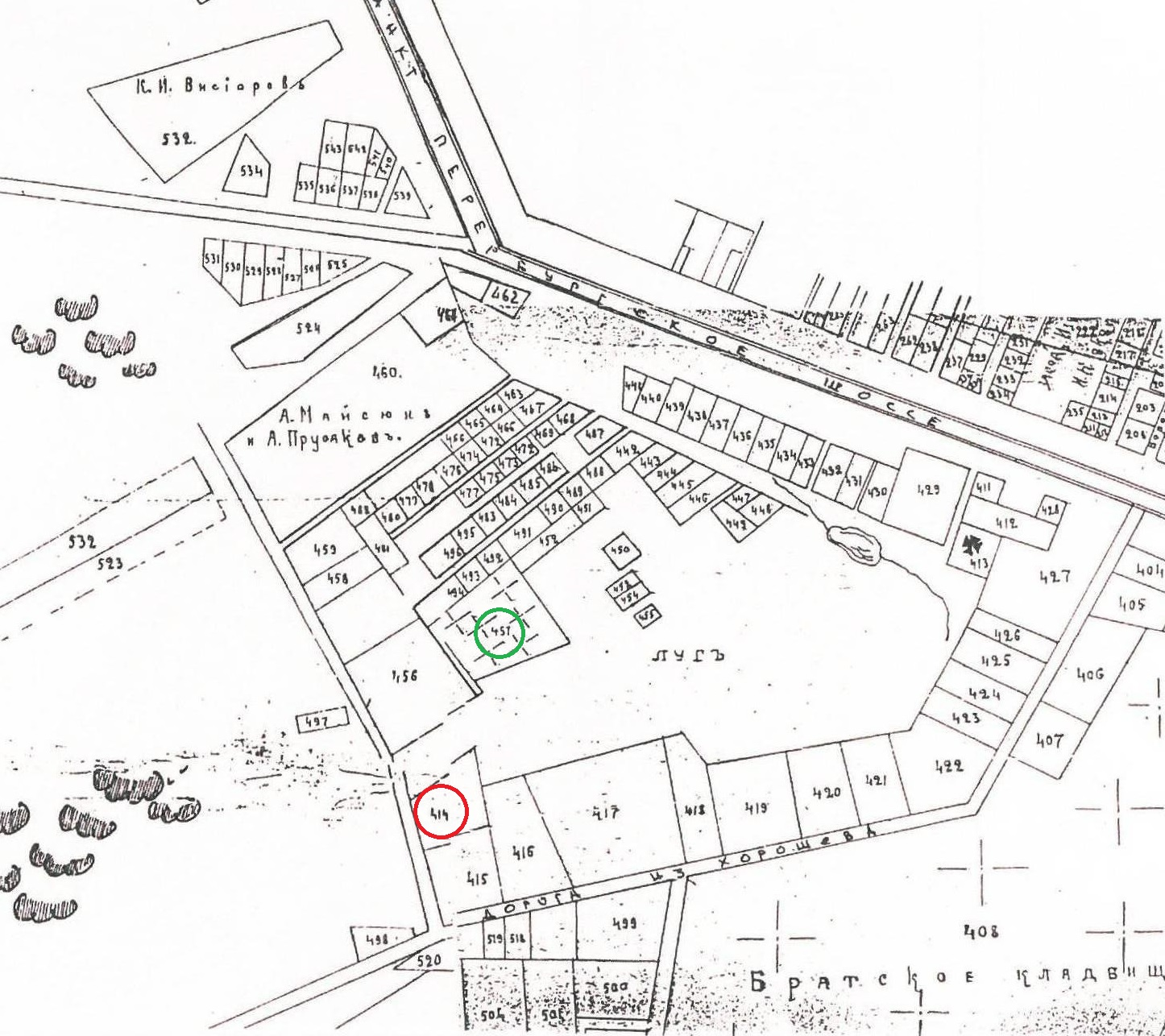
Фрагмент плана 1917 года.
Красным выделен дом Ф. Е. Цыкиной.
Зелёным выделено кладбище «Арбатец».

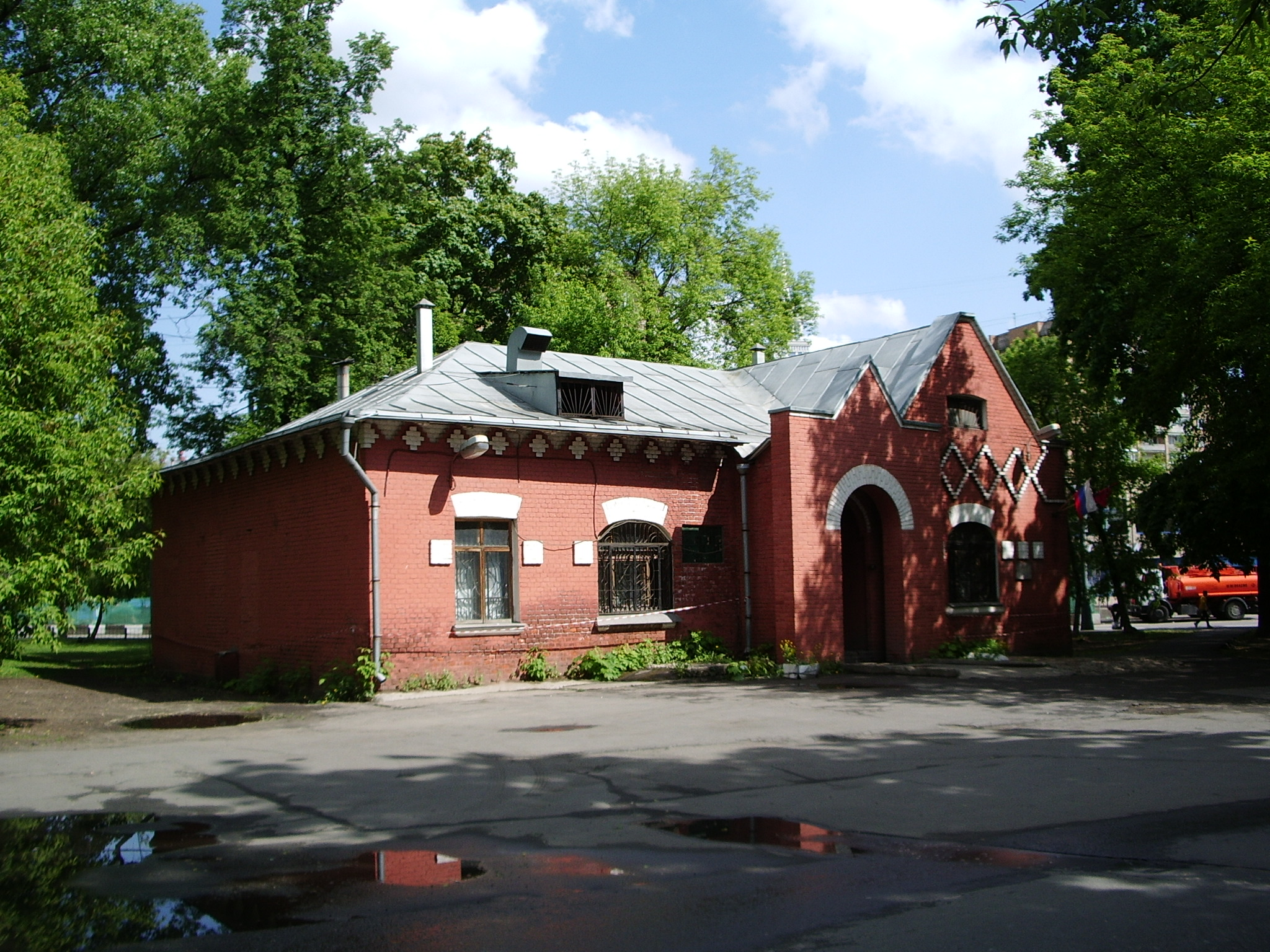
Здание в 2009 году. Слева от входной группы видно ныне утраченное панно из глазурованных керамических плиток.

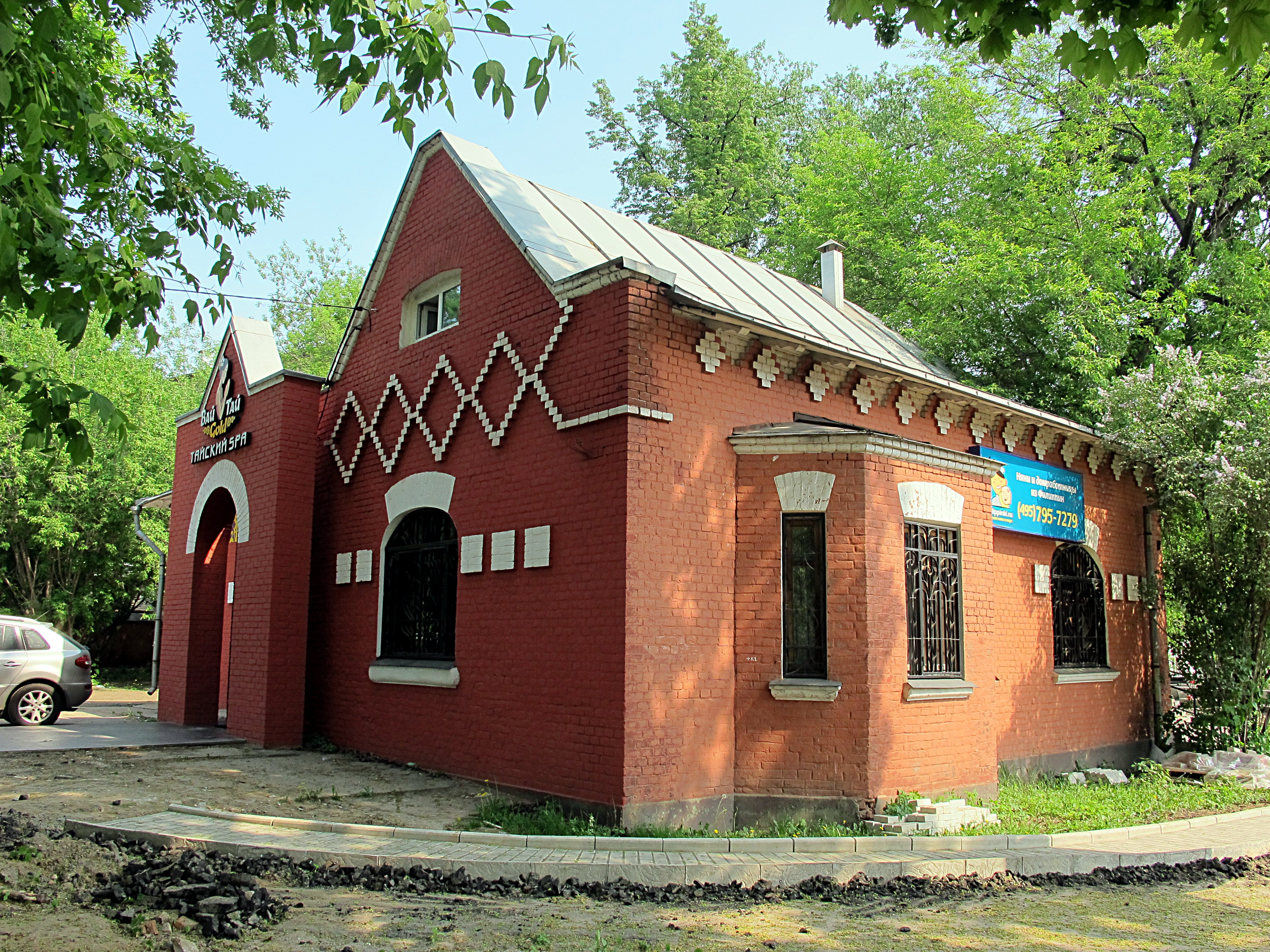
Тайский спа-салон в 2013 году.

Храм преподобномучениц Елизаветы и инокини Варвары на Соколе — православный храм в районе Сокол города Москвы. Относится ко Всехсвятскому благочинию Московской епархии Русской православной церкви. Является приписным к храму Преподобного Сергия Радонежского на Ходынском поле. Открыт в 2021 году. С февраля 2024 года закрыт.
Занимаемое храмом одноэтажное краснокирпичное здание (Малый Песчаный переулок, дом 2А) в 2019 году было включено в список объектов культурного наследия регионального значения.

## История здания

### До 1917 года
Одноэтажное здание из красного кирпича в Малом Песчаном переулке, ныне занимаемое храмом, было построено до революции. На тот момент это была окраина подмосковного села Всехсвятского. Напротив дома начиналась Большая Всехсвятская роща (Всехсвятский Серебряный бор).
Документально известно, что в начале XX века участок принадлежал купцу Василию Яковлевичу Акимову и именовался «Акимовкой». Тот же Акимов, по свидетельству историка И. Ф. Токмакова, владел во Всехсвятском местностью «Княжий двор», где по легенде зарыл свои сокровища Лжедмитрий II. 23 июня 1903 года Акимов продал участок в Малом Песчаном переулке, имевший площадь 477 квадратных саженей, кандидату коммерции Василию Павловичу Рябкову за 5700 рублей. Согласно оценке имущества, произведённой в 1908 году, на участке был дом стоимостью 10 950 рублей. Поскольку Рябков приобрёл участок за почти вдвое меньшую сумму, можно сделать вывод, что сохранившаяся до нашего времени здание было построено между 1903 и 1908 годами.
На участке Рябкова размещались дом и надворные постройки, а за ними — яблоневый сад. Соседними были участки Борисова, Рукина и Бухариной («б[ывший] Равинского»). Неподалёку находилось кладбище «Арбатец». Общих границ с участком Рябкова оно не имело, а отделялось от него проездом, в будущем получившим название Таракановская улица.
В 1916 году Рябков продал участок в Малом Песчаном переулке купчихе Фрациске Егоровне Цыкиной за 19 000 рублей. Цыкина (в разных источниках также Цикина или Цикен) родилась в 1850 году происходила из подольских мещан. По данным на конец 1860-х — начало 1870-х, ей принадлежало фотоателье на Тверской улице, доставшееся от мужа. По сведениям 1879 года, она состояла в списке купцов 2-й гильдии и занималась «покупкою и продажею вещей». Ей также принадлежал дом в Арбатской части Москвы.

### Советский период
В мае 1917 года село Всехсвятское было включено в черту города Москвы. После Октябрьской революции дом Цыкиной перешёл в городскую собственность. В начале 1920-х годов, после введения во Всехсвятском постоянной нумерации, бывший дом Цыкиной стал значится по адресу: Песочный (Малый Песочный) переулок, дом 7. На плане 1923 года, составленном при выделении земельного участка для строительства кооперативного посёлка «Сокол», этот дом обозначен и имеет подпись: «Цыкиной служ. Сан[аторий] „Ромашка“». Данная подпись, предположительно, означает, что после Октябрьской революции в рамках «уплотнения» жилплощади туда подселили неких сотрудников располагавшегося неподалёку детского туберкулёзного санатория «Ромашка». Фамилия же Цыкиной отмечена в контексте прежнего владения.
4 октября 1923 года Московское управление недвижимым имуществом (МУНИ) передало бывший дом Цыкиной в аренду «Объединению московских санаторий» при Мосздравотделе сроком на 6 лет. Согласно делу о передаче, дом был покрыт железом и отапливался четырьмя голландскими печами. Имелось пять жилых комнат, кухня, ванная с эмалированной ванной и душем, а также уборная. На участке слева от дома располагался сарай, а во дворе находился колодец. Бывший дом Цыкиной некоторое время предоставлялся медперсоналу в качестве жилья. Например, в справочнике «Лечебные учреждения и медперсонал г. Москвы» упомянут живший там хирург и ортопед Василий Никифорович Завгородний, работавший в санатории «Ромашка» и в диспансере № 9.
В начале 1930-х поменялась нумерация и бывший дом Цыкиной получил адрес: Малый Песчаный переулок, дом 8. В 1937 году в доме числилось 18 жильцов. Ещё 16 жили в бывшем сарае. переоборудованном под жильё. Дом и сарай на тот момент принадлежали жилищно-арендному кооперативному товариществу, сформированному из жильцов данных построек.
Бывший дом Цыкиной оставался коммуналкой до 1960-х годов, после чего был расселён. И хотя в то время район активно застраивался, бывший дом Цыкиной избежал сноса. Вероятно, занимаемый домом треугольный участок на пересечении улицы Алабяна и Малого Песчаного был слишком мал для многоэтажного строительства. Дом был сохранён и приспособлен под овощной магазин. Примерно в то же время он получил новую нумерацию: улица Алабяна, дом 8. Примерно тогда же, в 1960-х годах, расположенное рядом кладбище «Арбатец» было ликвидировано и превращено в сквер.
В конце 1960-х годов в бывшем доме Цыкиной значился овощной магазин № 16 Ленинградского райпищеторга, а в начале 1980-х — овощной магазин № 30 Тимирязевского межрайонного розничного плодоовощного объединения. В 1983 году рядом было построено новое здание овощного магазина (улица Алабяна, дом 7), а в старом доме разместился его филиал со столом заказов, а также пункт приёма стеклотары.
Во второй половине 1980-х бывший дом Цыкиной некоторое время пустовал, пока в конце 1980-х не был передан на баланс посёлка «Сокол», где было учреждено территориальное общественное самоуправление. Тогда же дом стал числиться по адресу: Малый Песчаный переулок, дом 2А.

### Постсоветский период
После перестройки получила распространение легенда, что данный дореволюционный дом — это бывшая часовня кладбища «Арбатец». В 1992 году на стене дома частными лицами была установлена табличка с текстом «Ценная историческая постройка. Часовня при кладбище „Арбатец“. Архитектор Клейн (1911 г.). Охраняется государством». Документальных подтверждений данный текст не имел. Через несколько лет табличка была демонтирована.
Архитектору Р. И. Клейну данная постройка приписывалась и ранее. Именно он указан автором данного дома на архитектурном плане комплекса посёлка «Сокол», подписанном 17 ноября 1982 года архитектором Л. Гореловой. Однако, как позднее выяснилось, авторы ряда домов посёлка «Сокол» на этом плане были указаны неверно.
В середине 1990-х годов дом в Малом Песчаном переулке также стал ассоциироваться с Сергиево-Елизаветинским убежищем инвалидов русско-японской войны. Так на составленном в середине 1990-х годов в связи с благоустройством территории соседнего Мемориального парка схематическом историко-архитектурном опорном плане, подписанном археологом А. Г. Векслером, данная постройка отмечена как «Часовня при Братском кладбище и Сергиево-Елизаветинском убежище». В книге «Сорок сороков» П. Г. Паламарчука местоположением данного убежища ошибочно указывались окрестности расположенных неподалёку домов 75 и 77 по Ленинградскому проспекту (в действительности оно находилось в 2 км западнее, около станции метро «Аэропорт»).
В начале 1990-х годов годов имела место попытка рейдерского захвата захвата здания, на тот момент находившегося на балансе посёлка «Сокол». Злоумышленники дважды силой проникали в здание, но после вмешательства милиции и профессиональных охранников отступили. В 1991 году правление посёлка «Сокол» сдало дом в аренду банку «Российский кредит». В 2000 году три комнаты дома были выделены храму Всех Святых во Всехсвятском для воскресной школы, остальные помещения занимала коммерческая организация (персональная творческая мастерская архитектора М. А. Пасевкина). В 2010-х годах здание занимал тайский спа-салон.
К 1990-м годам архитектурный облик бывшего дома Цыкиной претерпел незначительные изменения. На месте одного из окон была пробита дверь. В начале 1990-х годов была переделана входная группа. В 2010-х годах исчезло (по всей видимости, было заштукатурено) небольшое панно из глазурованных керамических плиток, находившееся слева от главного входа. В первозданном виде сохранился трёхгранный эркер на восточном фасаде, треугольный фронтон главного фасада, скруглённый угол со стороны улицы Алабяна и кирпичные орнаменты.
Версия о том, что дом в Малом Песчаном переулке — эта бывшая часовня кладбища «Арбатец» постепенно набирала популярность. Данная версия фигурировала в ряде газетных публикаций и попала в краеведческую литературу. Некоторые авторы видели в доме элементы церковной архитектуры, в частности апсиду.
11 августа 2017 года историк В. В. Хутарев-Гарнишевский подал заявку о включении дома и расположенного рядом сквера в Единый государственный реестр объектов культурного наследия под наименованием «Всехсвятское кладбище в сквере „Арбатец“ с часовней прп. Сергия и Елизаветы, 1911 г. (арх. Р. И. Клейн)». 8 февраля 2018 года на основании этой заявки здание было включено в список выявленных объектов культурного наследия как «Часовня мемориального кладбища „Арбатец“ при Сергиево-Елизаветинском убежище для ветеранов русско-японской войны 1904—1905 годов, 1911 г.». Однако акт государственной экспертизы от 23 ноября 2018 года, указывал на отсутствие документов, подтверждающих, что это действительно часовня. Высказывалось предположение, что это одна из дачных построек села Всехсвятского. На основании данного акта 4 февраля 2019 года здание было включено в список объектов культурного наследия регионального значения. Тем не менее, в реестр объект был включён под названием «Часовня при кладбище „Арбатец“ (?), нач. XX в.».

### Открытие храма
В 2020 году городские власти передали здание Русской православной церкви. Права были зарегистрированы на храм Преподобного Сергия Радонежского на Ходынском поле. 11 марта 2021 года тайский спа-салон был выдворен из помещения. Начались работы по устройству в здании православного храма. 21 марта в нём состоялось первое богослужение. Купол и крест будущего храма освятил епископ Наро-Фоминский Парамон. Храм посвятили преподобномученицам великой княгине Елизавете и инокине Варваре. Предполагалось проведение научной реставрации.
В феврале 2024 года храм был закрыт в связи с пожаром. Планировалось открыть храм после проведения реставрационных работ.